# 다누마 오키사다
다누마 오키사다(일본어: 田沼意定, 1784년 ~ 1804년 8월 31일)는 일본 에도 시대의 다이묘로, 무쓰 시모무라번의 4대 번주이다. 어릴적 이름은 이쿠노스케(幾之助)이며, 관위는 종5위하, 가즈에노카미(主計頭)이다.
다누마 오키쓰구의 조카인 다누마 오키무네의 넷째 아들로 태어났다. 1803년, 선대 번주 다누마 오키노부가 일찍 죽자, 양자가 되어 그 뒤를 이었다. 그러나 그도 이듬해 오키노부의 뒤를 따르듯 사망하였다. 자식이 없어 오키쓰구의 넷째 아들 오키마사가 양자로서 번주직을 계승하였다.
| 전임 다누마 오키노부 | 제4대 무쓰 시모무라번 번주 1803년 ~ 1804년 | 후임 다누마 오키마사 |